# Международный конкурс пианистов имени Игнасио Сервантеса
Международный конкурс пианистов имени Игнасио Сервантеса (исп. Concurso Internacional de Piano “Ignacio Cervantes”) — соревнование пианистов, исполняющих академическую музыку. Проводится в Гаване начиная с 2000 года и носит имя выдающегося кубинского пианиста и композитора Игнасио Сервантеса Каванага. Проводится в Театре имени Амадео Рольдана, являющемся главной концертной площадкой страны.
Особенностью конкурсной программы является обязательность исполнения произведений латиноамериканских композиторов, в том числе кубинцев — Сервантеса, Мануэля Саумеля, Эрнесто Лекуоны и др.
В состав компактного (5-7 специалистов) жюри каждый год входят представители российской пианистической школы (среди них уже были Виктор Мержанов, Константин Щербаков, Юрий Слесарев). В 2007 году победителем конкурса стал российский пианист Илья Максимов (род. 1987, Свердловск), ученик Станислава Почекина.